# Polisens grader i San Marino
Polisens grader i San Marino visar den hierarkiska ordningen vid San Marinos poliskårer.

## Corpo di Polizia Civile
Polischefer
- Comandante (polischef)
- Ufficiale (stf polischef)

Kommissarier och inspektörer
- Ispettore (kommissarie)
- Sovrintendente (inspektör)

Assistenter
- Assistente (assistent efter 13 års anställning)
- Agente scelto (assistent efter åtta års anställning)
- Agente (assistent)
- Agente ausiliario (aspirant)

## Gendarmeria della Repubblica di San Marino
| Officerare /Polischefer                                 | Officerare /Polischefer    | Officerare /Polischefer   |
| ------------------------------------------------------- | -------------------------- | ------------------------- |
| Överste                                                 | Överstelöjtnant            | Major                     |
| Kapten                                                  | Löjtnant                   | Fänrik                    |
| Underofficerare /Poliskommissarier och polisinspektörer |                            |                           |
| Maresciallo Fanjunkare                                  | Brigadiere Förste sergeant | Vice Brigadiere Sergeant  |
| Manskap / Polisassistenter                              |                            |                           |
| Appuntato Korpral                                       | Gendarme Gendarm           | Allievo gendarme Aspirant |